# Saïx
Saïx település Franciaországban, Tarn megyében. Lakosainak száma 3714 fő (2022. január 1.). Saïx Cambounet-sur-le-Sor, Castres, Fréjeville, Navès, Sémalens és Viviers-lès-Montagnes községekkel határos.

## Népesség
A település népessége az elmúlt években az alábbi módon változott:
| Lakosok száma | 3339 | 3471 | 3581 | 3548 | 3589 | 3602 | 3630 | 3680 | 3714 |
|               | 2013 | 2015 | 2016 | 2017 | 2018 | 2019 | 2020 | 2021 | 2022 |